# ديواين وايت
ديواين وايت (بالإنجليزية: Dewayne White)‏ هو لاعب كرة قدم أمريكية أمريكي، ولد في 19 أكتوبر 1979 في ماربوري في الولايات المتحدة.

## وصلات خارجية
- ديواين وايت على موقع مرجع كرة القدم المحترفة.كوم (الإنجليزية)